# Maisonsgoutte
Maisonsgoutte é uma comuna francesa na região administrativa de Grande Leste, no departamento Baixo Reno. Estende-se por uma área de 4,87 km². Em 2010 a comuna tinha 819 habitantes (densidade: 168,2 hab./km²).